# Santopadre
Santopadre là một đô thị thuộc tỉnh Frosinone trong vùng Latium nước Ý. Đô thị này có diện tích 21 km², dân số năm 2006 là 1555 người.
Đô thị này có làng trực thuộc: Ciaiali, Collepizzuto, Madonna delle Fosse.
Đô thị này giáp các đô thị sau: Arpino, Casalattico, Colle San Magno, Fontana Liri, Rocca d'Arce, Roccasecca.